# Sect of the White Worm
Sect of the White Worm è il primo EP del gruppo musicale canadese 3 Inches of Blood pubblicato il 3 aprile 2001.
Inizialmente Cam Pipes fu chiamato per partecipare come secondo cantante in poche canzoni, ma la sua partecipazione piacque a tal punto che finì per registrare le linee vocali anche per le altre canzoni.

## Tracce
1. Onward to Valhalla – 3:29
2. Bloody Screams of Despair that Stain the Ice – 3:52
3. Conquerors of the Northern Sphere – 2:24
4. Tonight We Rejoice – 2:40
5. The Sun Rises over the Fjords – 3:44

## Formazione
- Jamie Hooper - voce
- Cam Pipes - voce
- Geoff Trawick - batteria
- Rich Trawick - basso
- Sunny Dhak - chitarra
- Bobby Froese - chitarra